# Osechi

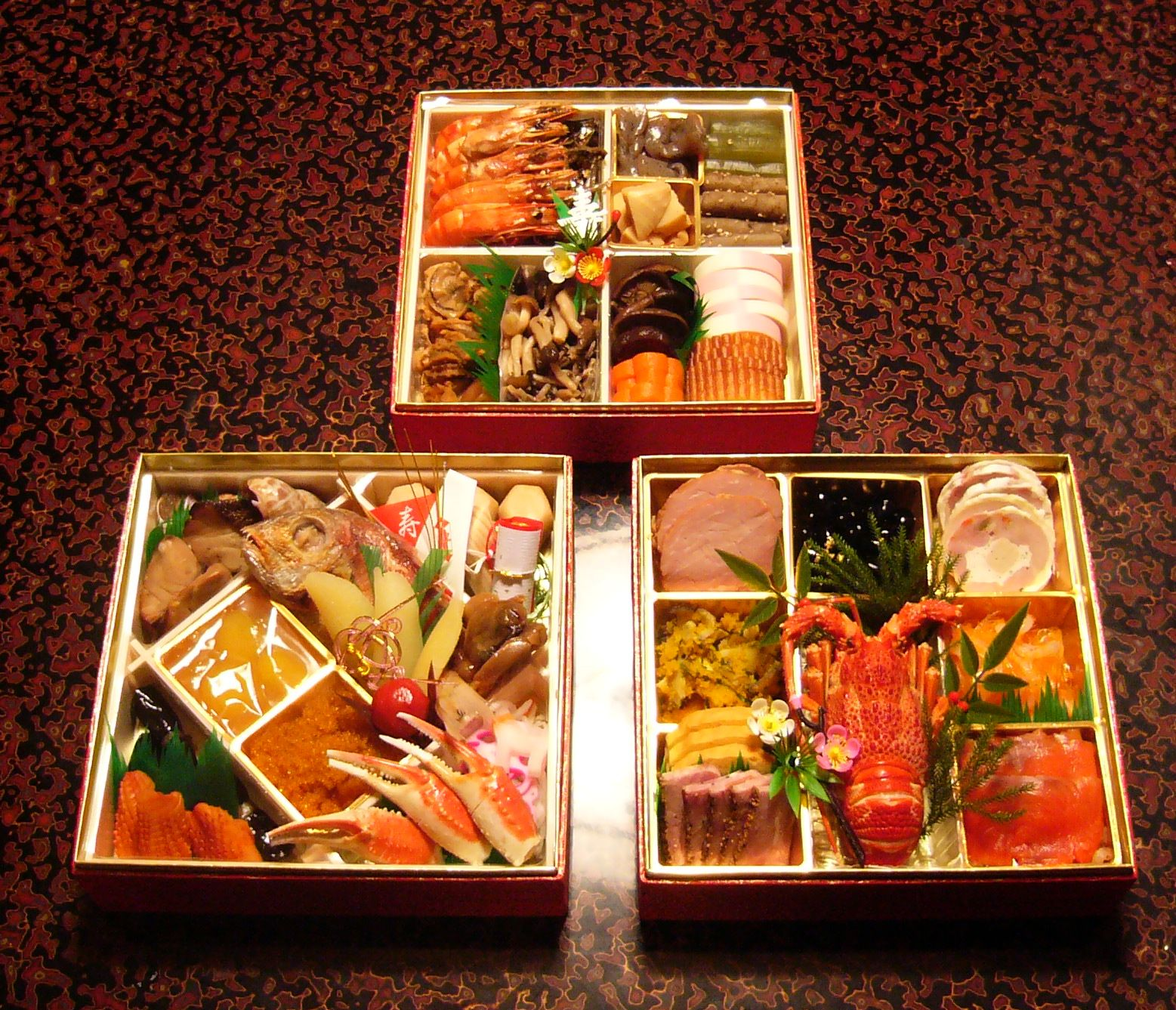
Um exemplo de osechi.

Osechi (御節, lê-se ossetí) é uma refeição especial japonesa consumida tradicionalmente no Ano-Novo. A tradição começou no período Heian (794-1185). É facilmente reconhecido por suas caixas especiais chamadas jūbako, que se assemelham a caixas de bentō. 

## Significados
Os pratos que compõem o osechi possuem um significado especial na comemoração do ano novo. Alguns exemplos são:
- Datemaki (伊達巻 or 伊達巻き), um rocambole de omelete doce misturado com pasta de peixe ou camarões amassados. Simboliza um desejo por muitos dias auspiciosos. Nestes dias, chamados de hare-no-hi (em japonês: 晴れの日), os japoneses tradicionais usam roupa fina como uma forma de agradar a si mesmos, pois um dos significados associados com o segundo kanji é relacionado com vestir-se bem, estar na moda, por causa das vestes luxuosas dos samurais do clã Date, de onde se origina o nome desse omelete (dizem que era a comida favorita de Date Masamune, o líder do clã).
- Kamaboko (蒲鉾), pasta de peixes grelhada. Tradicionalmente, as fatias de kamaboko vermelho e branco são alternadas nas fileiras ou arranjadas em um padrão. A cor e a forma assemelham-se ao Sol nascente (símbolo do Japão), e têm um caráter de celebração festiva.
- Kazunoko (数の子), ovas de arenque. Kazu significa número e o ko significa “criança”. Simboliza um desejo de prosperidade de todos os membros da família e seus descendentes.
- Konbu (昆布), um tipo de alga. É associado com a palavra yorokobu, significando alegria.
- Kuro-mame (黒豆), Soja preta. Mame também significa saúde, simbolizando o desejo de muita saúde no ano novo.
- Tai (鯛), Pargo japonês (Pagrus major, um peixe da família Sparidae). Tai é associado com a palavra japonesa medetai, simbolizando um evento favorável.
- Tazukuri (田作り), sardinhas secas cozidas no Shoyu. O significado literal dos caracteres de tazukuri é de para fazer os campos de arroz, porque as sardinhas eram usadas para fertilizar os campos de arroz. O simbolismo é de uma colheita abundante.

## História
O termo osechi se referia originalmente a o-sechi, uma estação ou período importante. O dia de ano novo era um dos cinco festivais anuais (em jap.: 節句 sekku) da corte imperial em Kyoto. Este costume de comemorar dias particulares foi introduzido por influência da China.
Originalmente, durante os primeiros três dias do ano novo era um tabu usar um forno ou fogueira para cozinhar as refeições, exceto o zōni (um tipo de sopa com bolinhos de mochi). Assim, Osechi é feito ao fim do ano precedente, para que as mulheres não cozinhem no ano novo.
No início, o osechi consistia somente no nimono, vegetais fervidos com shoyu e açúcar ou mirin (um tipo de vinagre doce). Depois de gerações, a variedade de alimentos incluída aumentou. Hoje o osechi pode ser qualquer comida preparada especialmente para o Ano Novo. Até mesmo alguns pratos estrangeiros foram adotados, como o osechi ocidentalizado” (em jap.:西洋お節 seiyō osechi) ou o osechi estilo Chinês(中華風お節 chūkafū osechi). 
Apesar de ser tradicionalmente preparado em casa, atualmente também é vendido pronto em lojas especializadas, mercearias e lojas de conveniência.
Especialmente nas casas onde o osechi ainda é preparado, o toshi-koshi soba (年越し蕎麦) é comido na véspera do Ano Novo. Seu nome significa literalmente soba da passagem de ano. Embora possa haver algum simbolismo atribuído a ele (isto é,  saúde, energia e vida longa no ano novo), esta tradição pode ser considerada como bem pragmática: a esposa tradicional, ocupada cozinhando o alimento de diversos dias para todos, preferiria provavelmente fazer algo simples para o consumo imediato. É considerado má sorte por muitos japoneses não comer todo o toshi-koshi soba.